# Incredibilul om miniaturizat
The Incredible Shrinking Man este un film SF american din 1957 regizat de Jack Arnold. În rolurile principale joacă actorii Grant Williams, Randy Stuart, April Kent, Paul Langton și Billy Curtis. Filmul este ecranizarea romanului lui Richard Matheson, The Shrinking Man (ISBN 0575074639).

## Actori
- Grant Williams este Scott Carey
- Randy Stuart este Louise Carey
- April Kent este Clarice
- Paul Langton este Charlie Carey
- William Schallert este Dr. Arthur Bramson